# Alan Wright
Alan Geoffrey Wright (Ashton-under-Lyne, 28 settembre 1971) è un allenatore di calcio ed ex calciatore inglese, di ruolo difensore.

## Palmarès

### Giocatore

#### Competizioni nazionali
- Campionato inglese: 1

Blackburn: 1994-1995
- Coppa di Lega inglese: 1

Aston Villa: 1995-1996

#### Competizioni internazionali
- Coppa Intertoto UEFA: 1

Aston Villa: 2001